# Owl Pharaoh
Owl Pharaoh è il mixtape del rapper e produttore discografico statunitense Travis Scott, pubblicato il 21 maggio 2013 da GOOD Music, Grand Hustle Records e Epic Records.
Il mixtape ha avuto numerosi ritardi prima che la data d'uscita fosse confermata da Scott stesso. Il mixtape accompagna numerosi artisti come T.I., Wale, 2 Chainz, ASAP Ferg, Toro y Moi, TheoPhilus London, Paul Wall, James Fauntleroy e Meek Mill.

## Antefatti
Nel 2011, Scott annuncia che Owl Pharaoh è un extended play di undici tracce con due bonus track. Questa versione non prevedeva l'inclusione di canzoni come Lights (Love Sick) Analogue e That Bitch Crazy. Tuttavia, questo avveniva prima che Scott fosse notato da rapper come T.I. e Kanye West. Dopo aver lavorato con i due, Scott annunciò che Owl Pharaoh sarebbe stato pubblicato nello stesso mese di Cruel Summer nel 2012, ma questa circostanza non si verificò e Scott decise di rifare il progetto, e di annunciare una nuova data d'uscita per il 22 febbraio 2013. Ancora una volta, però, il disco non è stato pubblicato.
Dopo alcune voci secondo le quali Scott sarebbe stato inserito nella Freshmen Class Of 2013 della XXL, Scott fissò una nuova data decisiva, il 21 maggio 2013, dichiarando che il disco sarebbe stato disponibile su iTunes. Su MTV è stato successivamente annunciato che l'EP sarebbe stato pubblicato il 21 maggio, ma che non sarebbe uscito su iTunes.

## Registrazione e promozione
Il primo singolo promozionale fu "Blocka La Flame" con Popcaan. È stato pubblicato il 14 dicembre 2012 e prodotto da Scott, Mike Dean e Young Chop.
Il secondo singolo è "Quintana" con il rapper Wale ed è stato pubblicato il 22 marzo 2013. È stato prodotto da Sak Pase, Anthony Kilhoffer e da Travis. La canzone è stata poi accompagnata da un video.
Il terzo singolo, invece, è "Upper Echelon", che faceva da guida al mixtape, in collaborazione con 2 Chainz e T.I. ed è stato anch’esso accompagnato da un video. La canzone è stata pubblicata il 18 aprile 2013 ed è stato ufficialmente pubblicato su iTunes il giorno dopo.

## Tracce
1. Meadow Creek – 1:48
2. Bad Mood / Shit On You – 5:18
3. Upper Echelon (feat. 2 Chainz & T.I.) – 2:53
4. Chaz Interlude (feat. Toro y Moi) – 1:40
5. Uptown (feat. ASAP Ferg) – 4:29
6. Hell of a Night – 3:14
7. Blocka La Flame – 3:38
8. Naked – 1:40
9. Dance On the Moon (feat. Theophilus London & Paul Wall) – 5:14
10. MIA – 4:22
11. Drive (feat. James Fauntleroy) – 5:14

Edizione Bonus
1. Quintana (feat. Wale) – 5:07
2. Bandz (feat. Meek Mill) – 4:31
3. 16 Chapels – 3:53